# Hermann Bauer (Autor)
Hermann Bauer (* 1954 in Wien) ist ein österreichischer Schriftsteller.

## Leben
Hermann Bauer wurde 1954 in Wien geboren und verbrachte rund 30 Jahre im Wiener Gemeindebezirk Floridsdorf. Von 1983 bis 2019 unterrichtete er Deutsch und Englisch an der Bundeshandelsakademie und Bundeshandelsschule Favoriten (BHAK Wien 10), wo er unter der Regie von Marcus Strahl mit der Theatergruppe 10/77 jährlich auf der Bühne stand.
In Floridsdorf war er lange Stammgast im Café Fichtl. 2008 veröffentlichte er mit Fernwehträume seinen ersten Kriminalroman im Gmeiner-Verlag, rund um das fiktive Floridsdorfer Café Heller und dessen Oberkellner Leopold, der gerne Morde aufklärt und dabei der Polizei in die Quere kommt. Vorbild war das Floridsdorfer Café Fichtl und der dortige Oberkellner. Der Band Schnitzlerlust (2014) wurde auch in Form einer gekürzten Autorenlesung als Hörbuch im Mono Verlag veröffentlicht. 2020 erschien mit Grillparzerkomplott der 13. Kaffeehauskrimi.

## Publikationen (Auswahl)
- Kriminalromane, Gmeiner-Verlag, Meßkirch:
  - 2008: Fernwehträume, ISBN 978-3-89977-750-5
  - 2009: Karambolage, ISBN 978-3-89977-796-3
  - 2010: Verschwörungsmelange, ISBN 978-3-8392-1061-1
  - 2011: Philosophenpunsch, ISBN 978-3-8392-1192-2
  - 2012: Nestroy-Jux, ISBN 	978-3-8392-1301-8
  - 2013: Lenauwahn, ISBN 978-3-8392-1414-5
  - 2014: Schnitzlerlust, ISBN 978-3-8392-1586-9 (als Hörbuch im Mono-Verlag, ISBN 978-3-902727-54-1)
  - 2015: Rilkerätsel, ISBN 978-3-8392-4786-0
  - 2016: Kostümball, ISBN 978-3-8392-1961-4
  - 2017: Stiftertod, ISBN 978-3-8392-5438-7
  - 2018: Mord im Hotel, ISBN 978-3-8392-2322-2
  - 2019: Mordsmelange, ISBN 978-3-8392-2457-1
  - 2020: Grillparzerkomplott, ISBN 978-3-8392-2717-6
  - 2021: Rachemokka, ISBN 978-3-8392-0071-1
  - 2022: Schachmatt mit Melange, ISBN 978-3-8392-0299-9
  - 2023: Kaffeebeichte, ISBN 978-3-8392-0486-3
  - 2024: Wiener Melange, ISBN 978-3-8392-0741-3